# Ossip
Ossip (auch Osip) ist ein männlicher Vorname.
Der Name ist eine Variante von Josef. Er wird in Osteuropa bzw. im osteuropäischen Judentum häufig verwendet. In Mitteleuropa kommt er nur sehr selten vor.

## Namensträger
- Ossip Bernstein (1882–1962), französischer Schachspieler russisch-ukrainischer Herkunft
- Ossip Maximowitsch Bodjanski (1808–1877), russisch-ukrainischer Slawist und Historiker
- Ossip Iwanowitsch Bowe (1784–1834), russischer Architekt und Baumeister, siehe Joseph Bové
- Ossip Maximowitsch Brik (1888–1945), russischer Schriftsteller und Literaturkritiker
- Ossip Dymow (1878–1959), russisch-amerikanischer Schriftsteller und Regisseur
- Ossip K. Flechtheim (1909–1998), deutscher Politikwissenschaftler und Futurologe
- Ossip Salomonowitsch Gabrilowitsch (1878–1936), russisch-amerikanischer Pianist, Dirigent und Komponist
- Ossip Antonowitsch Goschkewitsch (1814–1875), belarussisch-russischer Diplomat, Sinologe und Japanologe, siehe Iossif Antonowitsch Goschkewitsch
- Ossip Abramowitsch Hannibal (1744–1806), russischer Adliger und Beamter
- Ossip Kalenter, Pseudonym des deutschen Schriftstellers Johannes Burckhardt (1900–1976)
- Ossip Klarwein (1893–1970), deutsch-israelischer Architekt
- Ossip Michailowitsch Kowalewski (1801–1878), polnisch-russischer Mongolist und Buddhismuskundler, siehe Józef Kowalewski
- Ossip Kozłowski (1757–1831), russisch-polnischer Komponist, siehe Józef Kozłowski
- Ossip Lerner (1847–1907), jiddischer Autor und Theaterleiter
- Ossip Lourié (1868–1955), französisch-russischer Schriftsteller
- Ossip Emiljewitsch Mandelstam (1891–1938), russischer Dichter
- Ossip Ottersleben, Pseudonym des deutschen Schriftstellers Norbert Kühne (* 1941)
- Ossip Aronowitsch Pjatnizki (1882–1938), sowjetischer Politiker
- Ossip Iwanowitsch Runitsch (1889–1947), russischer Schauspieler und Regisseur
- Ossip Schnirlin (1874–1939), russischer Violinist
- Ossip Schubin, Pseudonym der böhmischen Schriftstellerin Aloisia Kirschner (1854–1934)
- Ossip Julian Iwanowitsch Senkowski (1800–1858), polnischer Orientalist und Journalist
- Ossip Iwanowitsch Somow (1815–1876), russischer Mathematiker und Physiker
- Ossip Jewsejewitsch Tschorny (1899–1981), russisch-sowjetischer Schriftsteller und Musikwissenschaftler
- Ossip Pawlowitsch Woizechowski (1793–1850), ukrainisch-russischer Arzt und Sinologe, siehe Iossif Pawlowitsch Woizechowski
- Ossip Zadkine (1888–1967), belarussisch-französischer Maler und Bildhauer
- Ossip Zetkin (1850–1889), russischer Revolutionär